# Anthurium hamiltonii nadruz
A Anthurium hamiltonii nadruz (descoberta na Reserva Natural Vale em Linhares, no Estado do Espírito Santo, Brasil) é uma espécie botânica pertencente à família das Araceaes e carrega em seu nome uma homenagem ao jornalista José Hamilton Ribeiro. 
A atribuição do nome Anthurium hamiltonii nadruz à espécie, ocorreu por meio da premiação “Brasileiro Imortal”, uma iniciativa da Vale que contou com a participação de pessoas de todo o país para a eleição de seis brasileiros ilustres, imortalizados nos títulos das novas descobertas.

## Características
- Nome popular: Antúrio Mirim
- Ordem: Alismatales
- Reino: Plantae
- Família: Araceae
- Divisão: Magnoliophyta
- Gênero: Antthurium sp. nov.
- Classe: Liliopsida[2]

A nova espécie Anthurium hamiltonii nadruz tem preferência por lugares úmidos e sombrios, possui uma extensão em sua formação semelhante a um caule e seus frutos são organizados de forma conjunta e compactada, vulgarmente comparados a um cacho de uvas.

## Nomenclatura
José Hamilton Ribeiro foi o vencedor na categoria nacional do prêmio Brasileiro Imortal. A inclusão de hamiltonii ao título da espécie faz referência à forma latinizada do nome do jornalista, Hamilton, e está de acordo com as normas do Código Internacional de Nomenclatura Botânica.

## José Hamilton Ribeiro
Em 2008, José Hamilton Ribeiro completou 52 anos de profissão e 27 anos trabalhando como redator e editor do programa Globo Rural. Tornou-se um expoente do jornalismo nacional ao participar da cobertura da guerra do Vietnã em 1968.
Ao longo de sua trajetória profissional o jornalista recebeu diversos prêmios, entre eles, nove prêmios Esso de reportagem e o prêmio Cabot da Universidade Columbia – EUA, em 1999.
Em 2007 José Hamilton Ribeiro foi eleito “o rosto do jornalismo brasileiro” pela revista Ícaro.

## Descoberta
A Reserva Natural Vale possui 22 mil hectares destinados à pesquisa e preservação da fauna e flora da Mata Atlântica. A Reserva abriga o maior viveiro de mudas da América Latina e foi declarada, em 1999, Sítio do Patrimônio Mundial Natural pela UNESCO. 
Desde a criação da Reserva Natural da Vale, em 1951, 60 novas espécies botânicas foram catalogadas.
A Anthurium hamiltonii nadruz foi descoberta pelo biólogo e pesquisador Marcuz Nadruz e, até o presente momento, sua aparição não foi verificada em nenhum ambiente fora da Reserva Natural Vale, o que evidencia o sucesso das ações desenvolvidas em Linhares.